# Sara Liu
Sara Liu Xijun (chino simplificado: 刘 惜 君, chino tradicional: 刘 惜 君; mandarín Pinyin: Liu Xijun; Jyutping: Lau4 Sik1 Gwan1) (30 de abril de 1988, Cantón), es una cantante de pop china que saltó a la fama a través de concursos de canto por televisión. Ocupó el quinto lugar en la cuarta temporada (2009), en un concurso de canto en China llamado, "Super Girls" (chino: 快乐 女声) o Happy Girl. Ella fue nominada como la intérprete de "Guangdong Hakka".

## Carrera
En 2009, Liu Xijun decide participar en la categoría de "Hunan TVfamous" dentro de un concurso de canto llamado "Super Girl", mientras que ella no logró convertirse en una "Hunan TV". Aunque su experiencia por su asistencia, logra enumerar su continuidad en esta categoría.
En 2003, Liu Xijun comenzó a demostrar su talento brillante, en la que fue galardonada como una de las cantantes de una escuela superior 10 llamado "Shenzhen" y luego en una escuela de canto llamado "Shatoujiao". En febrero de 2004, cuando el Xijun tenía quince años de edad, ganó el campeonato de canto en una competencia local, en la que tuvo lugar en el "Shenzhen Aoqi Music Inc." y luego firmó contrato con esta compañía de música.

### Super Girl
| Nombre                                        | Canción            | Origen                     | Resultado  |
| --------------------------------------------- | ------------------ | -------------------------- | ---------- |
| Guangzhou elimination competition             | 《崇拜》           | Liang Jingru               | Safe       |
| Guangzhou elimination competition             | 《那些花儿》       | Pu Shu / Christine Fan     | Safe       |
| Guangzhou elimination competition             | 《把耳朵叫醒》     | Jin Haixin                 | Safe       |
| Guangzhou elimination competition 30/50       | 《下一个天亮》     | Guo Jing                   | Safe       |
| Guangzhou elimination competition 20/30       | 《伤痕》           | Lin Ylian                  | Safe       |
| National elimination competition 60/300       | 《到不了》         | Christine Fan              | Safe       |
| National elimination competition 20/60        | 《我期待》         | Zhang Yusheng              | Safe       |
| National elimination competition 20/60        | 《疯子》           | Xu Peizhe                  | Safe       |
| National elimination competition 10/18        | 《暧昧》           | Hou Xiangting              | Safe       |
| National elimination competition 10/18        | 《爱笑的眼睛》     | Xu Ruoxuan                 | Safe       |
| National elimination competition 7/10 round 1 | 《祝福》           | Ye Qianwen                 | Through    |
| National elimination competition 7/10 round 1 | 《下一个天亮》     | Guo Jing                   | Through    |
| National elimination competition 7/10 round 2 | 《南海姑娘》       | Deng Lijun                 | Through    |
| National elimination competition 7/10 round 2 | 《怎样》           | Dai Peini                  | Through    |
| National elimination competition 7/10 round 3 | 《万水千山总是情》 | Wang Minggui               | Safe       |
| National elimination competition 7/10 round 3 | 《大海》           | Zhang Yusheng              | Safe       |
| National elimination competition 6/7          | 《野百合也有春天》 | Pan Yueyun & Meng Tingwei  | Safe       |
| National elimination competition 6/7          | 《天空》           | Wang Fei                   | Safe       |
| National elimination competition 6/7          | 《等你爱我》       | Chen Ming                  | Safe       |
| National elimination competition 5/6          | 《亲爱的小孩》     | Su Rui                     | Safe       |
| National elimination competition 5/6          | 《Think of Me》    | Emmy Rossum                | Safe       |
| National elimination competition 5/6          | 《在水一方》       | Deng Lijun                 | Safe       |
| National elimination competition 4/5          | 《深情相拥》       | Xin Xiaoqi & Zhang Guorong | Eliminated |
| National elimination competition 4/5          | 《牵手》           | Su Rui                     | Eliminated |
| National elimination competition 4/5          | 《枉凝眉》         | Chen Li                    | Eliminated |

## Discografía

### Álbumes y EPs (extended plays)
| Álbum      | Información del Álbum                                                                 | Lista |
| ---------- | ------------------------------------------------------------------------------------- | --- |
| 1st EP     | Sara - Released: 1 de diciembre de 2007 - Label: AO Music                             | Ver listaTracklisting 1. Windbell Ring (贝壳风铃) 2. Shouldn't Miss Me -Cantonese Version- (不必再怀念我-粤语版-) 3. A Night at Shenzhen (深圳之夜) |
| 2nd EP     | Sara's Sky (君临天下) - Released: 1 de julio de 2008 - Label: AO Music                | Ver listaTracklisting 1. Happy World (欢乐世界) 2. Sara's Sky (君临天下) 3. Love Heart (心有爱，人有情) 4. Happy World -Children Version- (欢乐世界 -儿童版-) |
| 1st Studio | The Love Garden (爱情花园) - Released: 11 de febrero de 2010 - Label: AO Music        | Ver listaTracklisting 1. Proclamation of Girl (少女宣言) 2. First Love (初恋) 3. The Love Garden (爱情花园) 4. I Like Free 5. I Am Happy (我很快乐) 6. Wind of the Bell Chimes (贝壳风铃) 7. Yellow Tree (绿树变黄) 8. Moon Ship (月亮船) 9. Wing of Dreams (梦的翅膀) 10. Happy Embracement (幸福的拥抱) 11. Yellow Tree -Piano Version- (绿树变黄-钢琴版-)                                 |
| 2nd Studio | Morning (拂晓) - Released: 25 de mayo de 2011 - Label: Liyin International            | Ver listaTracklisting 1. Morning (拂晓) 2. Time That was Myself (那时候的我) 3. Travel (旅途) 4. Magnanimity (大气) 5. How Sing a Love Song with Love (怎么唱情歌) 6. Love Song of the Winds (恋风之歌) 7. Fleeting (飞逝的) 8. Previous Slow Moment (太晚以前) 9. Having You Here (有你在身边) 10. Rose Pictures Gallery (蔷薇映画馆) 11. The Rhododendron Flower Blooms Again (羊角花又开) |
| 3rd Studio | Cherish· Jun (惜·君) - Released: 15 de diciembre de 2012 - Label: Liyin International | Ver listaTracklisting 1. How could I say it? (你怎么说) 2. Just like his tenderness (恰似你的温柔) 3. I only care about you (我只在乎你) 4. Little Nanhai (南海姑娘) 5. Star (星) 6. Forget him (忘记他) 7. A night in Hong Kong (香港之夜) 8. A walk by the path of life (漫步人生路) 9. Tubular rose (夜来香) 10. Come again (何日君再来)                                                  |

### Sencillos
1. The Highest of All (高高至上) 27 de febrero de 2010
2. The Rhododendron Flower Blooms Again (羊角花又开) 12 de agosto de 2010

#### Canciones promocionales
| Año  | Título de la canción                       |
| ---- | ------------------------------------------ |
| 2005 | - Free Bird - QQ正传 - 高高至上 - 快乐为你 |
| 2007 | - 冬季 - Free bird - crazy summer          |
| 2008 | - just one night - 爱你的人 - Love Garden  |
| 2009 | - 退出                                     |
| 2010 | - 高高至上 - 羊角花又开                    |
| 2011 | - 怎么唱情歌 - 拂晓                        |